# Херонімо Мендес
Херонімо Арансібія Мендес (ісп. Jerónimo Méndez; 25 вересня 1887, Чаньяраль — 14 червня 1959) — чилійський політик, виконувач обов'язків президента Чилі в 1941—1942 роках.

## Біографія
Народився у місті Чаньяраль, де отримав середню освіту. 1914 року отримав диплом доктора медицини у Чилійському університеті. Президент Педро Аґірре Серда призначив його міністром внутрішніх справ. Після смерті Аґірре Серда 25 листопада 1941 року, він став тимчасовим президентом. Організував проведення виборів, які виграв Хуан Антоніо Ріос 1 лютого 1942 року.